# Wilhelm Cavallar von Grabensprung
Wilhelm Freiherr Cavallar von Grabensprung (Aussig an der Elbe, 25 de febrero de 1889-Viena, 20 de diciembre de 1957) fue un oficial y héroe de guerra del Ejército austrohúngaro durante la Primera Guerra Mundial así como resistente durante la Segunda Guerra Mundial.

## Vida
Nació en una familia noble de oficiales de la Austria monárquica. Su hermano era, Ferdinand Ritter Cavallar von Grabensprung, célebre piloto y pionero de la aviación durante la Primera Guerra Mundial. Su tío bisabuelo era el general Joseph Freiherr von Cavallar.
Wilhelm von Cavallar se instruyó inicialmente en las escuelas militares de Sankt Pölten y Hranice, completando su formación militar en 1909 en la Academia Militar de la emperatriz María Teresa en el castillo de Wiener Neustadt. Su primer destino fue el regimiento de Infantería n.º 92 acuartelado en Chomutov.
Al estallar la contienda en 1914, Cavallar había alcanzado el rango de Oberleutnant y era comandante de la 13.ª compañía de su regimiento. El 6 de septiembre de 1914, realizó una ofensiva con su unidad conquistando una batería serbia en Šašinci, cerca de Sremska Mitrovica, seguidamente tomando y destruyendo un puente serbio de alto valor estratégico. Estas acciones contribuyeron de forma decisiva a la aniquilación de la división Timok y al colapso de la nueva contraofensiva serbia planeada por el río Sava contra territorio austro-húngaro durante la campaña de Serbia de 1914.
Poco después de su exitosa operación militar, sufrió un disparo en el estómago. Una vez ya recuperado se alistó en las Fuerzas Aéreas, las denominadas k.u.k Luftfahrtruppen. Tras una serie de misiones en calidad de observador, pasó a asumir en verano de 1915 un cargo en el Estado Mayor. En 1916 volvió al frente, luchando contra los italianos en diversas de las Batallas del Isonzo.
Tras el desmembramiento del Imperio Austro-Húngaro en noviembre de 1918, y ya con rango de mayor, fue asignado como adjudant del general en jefe de la recién formada Volkswehr de la Austria alemana. Tras el fin de las negociaciones de paz en 1919, volvió a su tierra, adquiriendo la nacionalidad checoeslovaca y dedicándose a la industria y la agricultura en la región de Jihlava. Fue degradado por el ejército checoeslovaco al grado de soldado de infantería por su condición étnica de austríaco, siendo restablecido en 1938. Aunque no participara en la Segunda Guerra Mundial y a pesar de su matrimonio mixto —su mujer era de ascendencia judeoconversa—, su condición de héroe de guerra y su buena reputación entre la oficialidad de la Wehrmacht le permitió pasar la guerra sin ser perseguido.
Monárquico legitimista, se implicó en la resistencia junto con su hija, lo que le valió la exclusión de los decretos de Beneš. Al ser contrario al régimen comunista, fue expropiado y expulsado del país tras el Golpe de Praga de 1948. Pasó sus últimos años de vida en Viena, donde murió dos lustros después de la firma del tratado de liberación de Austria (Staatsvertrag). Su tumba y el principal mausoleo familiar - los hay también en el Wiener Zentralfriedhof y en el Hitzinger Friedhof - se encuentra en el cementerio Döbling de Viena.

## Condecoraciones y honores
Su gesta en Šašinci (1914) le valió ser condecorado con la insignia de la Orden Militar de María Teresa en 1918. Esta le fue otorgada junto con otros 24 compañeros en la 184ª Promoción de La Orden de María Teresa el 17 de agosto de 1918 por el Emperador Carlos de Habsburgo en la Villa Wartholz. Conforme a los estatutos fue además elevado a la condición de barón (Freiherr), ya que anteriormente ostentaba el título nobiliario de chevalier (Ritter). Cavallar recibió otras muchas condecoraciones como la Orden Imperial de la Corona de Hierro, la Medalla al Mérito Militar, la Cruz de Hierro prusiana o la Orden Real de Alberto el Intrépido.
Una pintura al óleo de su retrato se encuentra en la Academia Militar de Maria Theresia en Wiener Neustadt. Su insignia de La Orden Militar de Maria Theresia se encuentra expuesta en el Heeresgeschichtliches Museum en Viena.
La promoción de oficiales 2026 de la Academia de María Teresa lo escogió en 2024 como patrón y eligió el apodo "Major von Grabensprung".